# Halowe Mistrzostwa Europy w Lekkoatletyce 1970 – skok o tyczce mężczyzn
Skok o tyczce mężczyzn – jedna z konkurencji technicznych rozgrywanych podczas halowych lekkoatletycznych mistrzostw Europy w hali Stadthalle w Wiedniu. Rozegrano od razu finał 15 marca 1970. Zwyciężył reprezentant Francji François Tracanelli. Tytułu zdobytego na poprzednich igrzyskach nie obronił Wolfgang Nordwig z Niemieckiej Republiki Demokratycznej, który tym razem wywalczył brązowy medal.

## Rezultaty
Rozegrano od razu finał, w którym wzięło udział 12 skoczków.

Opracowano na podstawie materiału źródłowego.
| Miejsce | Zawodnik             | Wynik |
| ------- | -------------------- | ----- |
| 1       | François Tracanelli  | 5,30  |
| 2       | Kjell Isaksson       | 5,25  |
| 3       | Wolfgang Nordwig     | 5,20  |
| 4       | Christos Papanikolau | 5,00  |
| 5       | Heinfried Engel      | 5,00  |
| 6       | Hennadij Błyznecow   | 5,00  |
| 7       | Mike Bull            | 5,00  |
| 8       | Tadeusz Olszewski    | 4,90  |
| 9       | Ágoston Schulek      | 4,80  |
| 10      | Ignacio Sola         | 4,70  |
| 11      | Freddy Herbrandt     | 4,40  |
| 12      | Ömer Giraygil        | 4,20  |